# Gonda Súicsi
Gonda Súicsi (権田修一; Shūichi Gonda; Szetagaja, 1989. március 3. –) japán labdarúgó.

## Pályafutása

### Klubcsapatokban
2007-től az FC Tokyo csapatánál játszott. A profi pályafutását 2009-ben kezdte, ebben a szezonban 34 bajnoki mérkőzésen lépett pályára, és az 5. helyet szerezte meg a klubbal. Emellett megnyerte a csapattal a Japán ligakupát. 2017-ig 203 mérkőzésen védett.
A 2016–17-es szezonban az osztrák SV Horn együttesénél volt kölcsönben. 2017-től 2018-ig a Szagan Toszu hálóőre, 67 mérkőzésen játszott. 2019 és 2021 között a portugál Portimonense SC kapusa, de itt csak 15 bajnoki mérkőzésen szerepelt. 2021-ben rövid ideig kölcsönbe került a Simizu S-Pulse csapatához, ahol véglegesen leigazolták, és 2022 és 2024 között további 110-szer kapott játéklehetőséget a bajnokságban.
2025 tavaszán a Magyarországra igazolt, a Debreceni VSC-hez. 2025. június 18-án bejelentették, hogy szerződése lejártával távozik a csapattól.

### A válogatottban
2010. január 6-án mutatkozott be a japán válogatottban a 2011-es Ázsia-kupa selejtező mérkőzésén, amikor 3–2-re legyőzték Jement.
2012-ben részt vett a japán válogatottal a londoni olimpián, ahol a negyedik helyen végeztek. A 2022-es labdarúgó-világbajnokságon is részt vett, ahol a 38. és egyben utolsó felnőtt válogatott mérkőzését játszotta.